# Viktor Nordin
Viktor Nordin (sinh ngày 31 tháng 1 năm 1996) là một cầu thủ bóng đá người Thụy Điển thi đấu cho Sandvikens IF ở vị trí tiền vệ.

## Danh hiệu

### Câu lạc bộ
- Superettan: 2014

### Quốc tế
- Giải vô địch bóng đá U-17 thế giới: Third place 2013